# اشتراكية زراعية

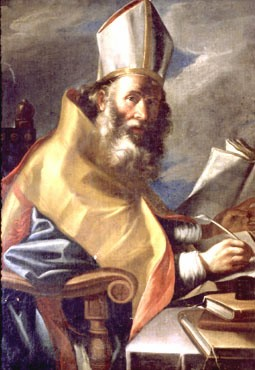

الاشتراكية الزراعية هي أيديولوجية سياسية تروج للملكية الاجتماعية للزراعة والإنتاج الزراعي على عكس الملكية الخاصة. تتضمن الاشتراكية الزراعية توزيعًا متساويًا للأراضي الزراعية بين القرى الفلاحية الجماعية. تميل العديد من الحركات الاشتراكية الزراعية إلى أن تكون ريفية (مع التركيز على اللامركزية وأشكال الملكية الجماعية غير الحكومية)، وتركز على المحلية، وتقليدية. توجد حكومات وأحزاب سياسية تسعى إلى سياسات اشتراكية زراعية في جميع أنحاء العالم، في مناطق بما في ذلك أوروبا وآسيا وأمريكا الشمالية وأمريكا اللاتينية وأفريقيا وأستراليا.
تشمل أمثلة الأحزاب الاشتراكية الزراعية في أوروبا الحزب الاشتراكي الثوري (SRs). كان الحزب الاشتراكي الثوري حزبًا سياسيًا اشتراكيًا زراعيًا بارزًا في روسيا في أوائل القرن العشرين أثناء الثورة الروسية. حظيت الاشتراكية الثورية بدعم كبير بين فلاحي الريف في روسيا، الذين دعموا بشكل خاص برنامجهم لتأميم الأراضي على عكس برنامج البلاشفة لتأميم الأراضي - تقسيم الأراضي بين المستأجرين الفلاحين بدلًا من التجميع في إدارة الدولة الاستبدادية.
تشمل الأمثلة في آسيا الحزب الشيوعي الصيني (CCP) من الأربعينيات إلى السبعينيات، والحزب الشيوعي في كمبوديا (CPK) في السبعينيات. سعى الحزب الشيوعي الصيني طوال منتصف القرن العشرين إلى تنفيذ أجندة سياسة اشتراكية زراعية في جمهورية الصين الشعبية (PRC). مستوحى من القفزة العظيمة للأمام للحزب الشيوعي الصيني، من عام 1975 إلى عام 1979، نفذ الحزب الشيوعي في كمبوديا والخمير الحمر سياسة متطرفة لنقل سكان المناطق الحضرية بالكامل إلى الريف ليصبحوا مزارعين، ما ساهم في المجاعة.
تشمل أمثلة الأحزاب الاشتراكية الزراعية في أمريكا الشمالية الحزب الاشتراكي في أوكلاهوما واتحاد الكومنولث التعاوني (CCF) في كندا. في الولايات المتحدة، تمتع الحزب الاشتراكي في أوكلاهوما بأهمية سياسية محلية في السنوات العشرين الأولى من القرن العشرين كحزب اشتراكي زراعي. في عام 1944، شكل اتحاد الكومنولث التعاوني أول حكومة اشتراكية ديمقراطية في أمريكا الشمالية، في مقاطعة ساسكاتشوان الكندية.
تشمل الأمثلة في أمريكا اللاتينية الحركات والمشاعر الاشتراكية الزراعية التي طورتها ثقافة هواستكان الأصلية في المكسيك في القرن التاسع عشر كجزء من صراعها مع الإمبريالية الإسبانية. في القرن العشرين، تشمل الأمثلة حركة العمال بلا أرض في البرازيل والحزب الشيوعي في كوبا. تأسست حركة العمال بلا أرض في البرازيل عام 1984، وكانت حركة اشتراكية تسعى إلى إصلاح الأراضي في البرازيل. في أعقاب الثورة الكوبية، اتبع الحزب الشيوعي الكوبي الجديد سياسات اشتراكية زراعية، بما في ذلك قانون الإصلاح الزراعي لعام 1959 وقانون الإصلاح الزراعي لعام 1963.

## النظرية والتطبيق
الاشتراكية الزراعية هي أيديولوجية سياسية تجمع بين مبادئ الزراعة والاشتراكية. تسعى الاشتراكية الزراعية إلى تجميع السكان الريفيين بدلًا من السياسات الزراعية التي تعزز الزراعة الرأسمالية. تسعى التجميع الزراعي إلى المساهمة في كفاءة وإنتاجية الزراعة واسعة النطاق مع التخفيف من القضايا ذات الصلة بعدم امتلاك الأراضي أو الهجرة المفرطة إلى المناطق الحضرية.
تؤكد الاشتراكية الزراعية على السيطرة الاجتماعية والملكية واستخدام وسائل الإنتاج (مثل المزارع) في المجتمع الريفي. بالإضافة إلى ذلك، يتم التأكيد على مبادئ مثل المجتمع والمشاركة والملكية المحلية في ظل الاشتراكية الزراعية. على سبيل المثال، في المجتمعات الريفية في روسيا ما بعد الاتحاد السوفييتي، يعتمد التنظيم الاجتماعي للعمل في الأسرة الفلاحية على شبكات كثيفة للغاية من الثقة المتبادلة والاعتماد المتبادل، ما قلل من الحاجة إلى أنماط العمل التي يتبناها المدير والموظف. ويمكن أيضًا رؤية الإيديولوجية القومية مقترنة بالإيديولوجية الاشتراكية الزراعية، والتي تعمل أحيانًا كأساس للثورات التي يقودها الفلاحون. على سبيل المثال، عملت الدعاية القومية من الحزب الشيوعي الصيني الناشئ خلال حقبة الحرب الصينية اليابانية على تعزيز تعبئة الجماهير وساعدت في تحديد الشكل الذي اتخذته هذه التعبئة.

## أوروبا

### الحفارون
الحفارون، وهي مجموعة من المنشقين الدينيين والسياسيين في إنجلترا في القرن السابع عشر، مرتبطة بالاشتراكية الزراعية.

### التقاليد الشعبية الروسية والحزب الاشتراكي الثوري
كان الحزب الاشتراكي الثوري حزبًا سياسيًا رئيسيًا في روسيا في أوائل القرن العشرين ولاعبًا رئيسيًا في الثورة الروسية. بعد ثورة فبراير عام 1917، تقاسمت السلطة مع الأحزاب الليبرالية والديمقراطية الاجتماعية وغيرها من الأحزاب الاشتراكية داخل الحكومة المؤقتة الروسية. في نوفمبر 1917، فازت بأغلبية الأصوات الوطنية في أول انتخابات ديمقراطية في روسيا على الإطلاق (للجمعية التأسيسية الروسية)، لكن السوفييت اكتسبوا السيطرة على البلاد، وتمكن البلاشفة من المناورة والقضاء على الأحزاب الأخرى داخل السوفييت، بما في ذلك الثوار الاشتراكيون، واستولوا على السلطة. أشعل ذلك الحرب الأهلية الروسية والاضطهاد اللاحق.
بنيت أيديولوجية الثوار الاشتراكيين على الأساس الفلسفي لحركة نارودنيك في روسيا، وهي حركة ظهرت في ستينيات وسبعينيات القرن التاسع عشر، وتطورت نظرتها للعالم في المقام الأول على يد ألكسندر هيرزن وبيوتر لافروف. بعد فترة من الانحدار والتهميش في ثمانينيات القرن التاسع عشر، تم إحياء مدرسة نارودنيك الفكرية حول التغيير الاجتماعي في روسيا وتعديلها بشكل كبير من قبل مجموعة من الكتاب والناشطين المعروفين باسم النيونارودنيكي (الشعبويون الجدد)، وخاصة فيكتور تشيرنوف. كان ابتكارهم الرئيسي هو الحوار المتجدد مع الماركسية ودمج بعض المفاهيم الماركسية الرئيسية في تفكيرهم وممارساتهم. وبهذه الطريقة، ومع الطفرة الاقتصادية والتصنيع في روسيا في تسعينيات القرن التاسع عشر، حاولوا توسيع جاذبيتهم لجذب القوى العاملة الحضرية سريعة النمو إلى برنامجهم الموجه تقليديًا نحو الفلاحين.
كان الهدف هو توسيع مفهوم الشعب بحيث يشمل جميع العناصر في المجتمع التي كانت تعارض النظام القيصري.
كان برنامج الحزب اشتراكيًا وديمقراطيًا في طبيعته وحظي بدعم كبير بين فلاحي الريف في روسيا، الذين دعموا بشكل خاص برنامج تأميم الأراضي، على عكس برنامج البلاشفة لتأميم الأراضي. أراد الاشتراكيون الثوريون تقسيم الأراضي للمستأجرين الفلاحين، بدلًا من رغبة البلاشفة في التجميع في إدارة الدولة الاستبدادية. اختلفت منصة سياسة الاشتراكيين الثوريين عن منصة أحزاب العمل الاشتراكية الديمقراطية الروسية، البلشفية والمنشفية، في أنها لم تكن ماركسية رسميًا على الرغم من أن بعض أيديولوجييها اعتبروا أنفسهم ماركسيين. اعتقد الاشتراكيون الثوريون أن الفلاحين العاملين والبروليتاريا الصناعية كانت طبقات ثورية في روسيا، لكن البلاشفة اعتبروا البروليتاريا الصناعية ثورية بشكل حصري.
لقد عرَف الاشتراكيون الثوريون العضوية الطبقية من حيث ملكية وسائل الإنتاج، ولكن تشيرنوف وغيره من المنظرين عرّفوا العضوية الطبقية من حيث استخراج القيمة الزائدة من العمل. وبموجب التعريف الأول، فإن صغار المزارعين الذين لا يستخدمون العمالة المأجورة هم، بصفتهم مالكي أراضيهم، أعضاء في البرجوازية الصغيرة. وبموجب التعريف الثاني، يمكن تصنيفهم ضمن كل من يوفر قوة العمل بدلًا من شرائها، وبالتالي ضمن البروليتاريا كجزء من الطبقة العاملة. ومع ذلك، اعتبر تشيرنوف البروليتاريا الطليعة، حيث يشكل الفلاحون الجسم الرئيسي للجيش الثوري.